# Criorhina nigriventris
Criorhina nigriventris är en tvåvingeart som beskrevs av Margaret Walton 1911. Criorhina nigriventris ingår i släktet pälsblomflugor, och familjen blomflugor. Inga underarter finns listade i Catalogue of Life.